# 4722 Agelaos
4722 Agelaos è un asteroide troiano di Giove del campo troiano. Scoperto nel 1977, presenta un'orbita caratterizzata da un semiasse maggiore pari a 5,2187310 UA e da un'eccentricità di 0,1112246, inclinata di 8,81032° rispetto all'eclittica.
L'asteroide è dedicato ad Agelao, un combattente troiano menzionato nell'Iliade.